# Mélida
Mélida – gmina w Hiszpanii, w prowincji Nawarra, w Nawarze, o powierzchni 26,11 km². W 2011 roku gmina liczyła 717 mieszkańców.